# Centre national de la recherche scientifique et technologique
Le Centre national de la recherche scientifique et technologique (ou Cenarest) est un centre de recherche public dont le siège est situé à Libreville, la capitale du Gabon.

## Historique
Le Cenarest a été fondé le 20 janvier 1976 (ordonnance No 6/76).
Son directeur (qui porte le titre de « Commissaire général à la recherche ») est le professeur Daniel Franck Idiata jusqu'en 2019. Il est remplacé par Alfred Ngomanda

## Organisation
Le Cenarest est composé de cinq instituts de recherche :
- Institut de Pharmacopée et de Médecine Traditionnelle (IPHAMETRA)
- Institut de Recherches Agronomique et Forestière (IRAF)
- Institut de Recherches en Écologie Tropicale (IRET)
- Institut de Recherches en Sciences Humaines (IRSH)
- Institut de Recherches Technologiques (IRT)